# Pipriac
Pipriac (bret. Presperieg) – miejscowość i gmina we Francji, w regionie Bretania, w departamencie Ille-et-Vilaine.
Według danych na rok 1990 gminę zamieszkiwały 2772 osoby, a gęstość zaludnienia wynosiła 57 osób/km² (wśród 1269 gmin Bretanii Pipriac plasuje się na 208. miejscu pod względem liczby ludności, natomiast pod względem powierzchni na miejscu 85.).